# Jabal Sāţif
Jabal Sāţif är ett berg i Förenade Arabemiraten.   Det ligger i emiratet Fujairah, i den nordöstra delen av landet, 200 kilometer nordost om huvudstaden Abu Dhabi. Toppen på Jabal Sāţif är 323 meter över havet.
Terrängen runt Jabal Sāţif är kuperad åt nordost, men åt sydväst är den platt.  Trakten runt Jabal Sāţif är ganska tätbefolkad, med 54 invånare per kvadratkilometer..
Trakten runt Jabal Sāţif är ofruktbar med lite eller ingen växtlighet.